# Еремина (Тюменская область)
Еремина — деревня в Абатском районе Тюменской области России. Входит в состав Абатского сельского поселения.

## История
В «Списке населенных мест Российской империи» 1871 года издания (по сведениям 1868—1869 годов) населённый пункт упомянут как казённая деревня Ишимского округа Тобольской губернии, при речке Китерне, расположенная в 75 верстах от окружного центра города Ишим. В деревне насчитывалось 97 дворов и проживало 474 человека (230 мужчин и 244 женщины).
В 1926 году в деревне имелось 136 хозяйств и проживало 674 человека (320 мужчин и 354 женщины). В административном отношении Еремина являлась центром и единственным населённым пунктом Ереминского сельсовета Абатского района Ишимского округа Уральской области.

## География
Деревня находится в юго-восточной части Тюменской области, в лесостепной зоне, в пределах Ишимской равнины, на левом берегу реки Китерни, на расстоянии примерно 5 километров (по прямой) к северу от села Абатское, административного центра района. Абсолютная высота — 70 метров над уровнем моря.

### Часовой пояс
Деревня Еремина, как и вся Тюменская область, находится в часовой зоне МСК+2. Смещение применяемого времени относительно UTC составляет +5:00.

## Население
| 1989 | 2002 | 2010 |
| ---- | ---- | ---- |
| 116  | ↘107 | ↘103 |

Гендерный состав
По данным Всероссийской переписи населения 2010 года в гендерной структуре населения мужчины составляли 52,4 %, женщины — соответственно 47,6 %.
Национальный состав
Согласно результатам переписи 2002 года, в национальной структуре населения русские составляли 95 % из 107 чел.

## Инфраструктура
В деревне функционирует сельский клуб.

## Улицы
Уличная сеть деревни состоит из одной улицы (ул. Звездная).